# Уш садоси
Уш садоси (узб. Ўш садоси — Эхо Оша) — областная газета на узбекском языке, издающаяся в Ошской области Кыргызстана. Является одной из старейших газет Кыргызстана.
В советское время тираж газеты доходил до 45 тыс. экземпляров, в 2002 году он снизился до 4 тыс. экземпляров.
Газета основана 12 апреля 1932 года под названием «Коммунист». Первым редактором был Мурадхан Сабиров. В 1938 году газета стала называться «Пахта учун» (За хлопок), а в 1940 — «Ленин йўли» (Ленинский путь). В 1957 году газета стала печатным органом ЦК КП Киргизской ССР, а её редакция была перенесена во Фрунзе. Название сменилось на «Кирғизистон ҳақиқати» (Правда Киргизии). Однако уже в 1960 году газета вновь стала печататься в городе Ош, и ей было возвращено название «Ленин йўли». В октябре 1992 года газета переименована в «Ўш садоси».

## История
Ошская областная газета «Уш садоси» — одна из старейших изданий Кыргызстана. Газета сформировалась в тридцатые годы прошлого века. Первое на юге Кыргызстана печатное издание, «Уш садоси» выходила поначалу под названием «Коммунист» на латинице. Формировалась она под знаком колхозного строительства и культурной революции.
В тот период партийная организация Киргизии предпринимала меры по развитию периодической печати. Принимались важные решения в этом направлении.
С 1 января 1930 года все периодические издания социалистических республик Туркестана были переведены на латиницу. Ошская типография также обзавелась новыми машинами и соответствующими шрифтами.
3 апреля 1932 года в Араван-Буринский райком партии Ошской области поступила телеграмма из города Фрунзе (ныне Бишкек). В ней сообщалось, что бюро областной партийной организации приняло решение об издании на юге газеты «Коммунист» на узбекском языке.
12 апреля 1932 года в Ошской городской типографии вышел первый номер газеты «Коммунист» тиражом 3000 экземпляров. Так появилась первая узбекоязычная газета в Киргизии. Газета являлась печатным органом Араван-Буринского райкома партии и одновременно областной партийной организации. Нынешняя «Уш садоси» — прямая преемница этого издания.
Первым редактором газеты «Коммунист» был ошанин Муродхон Собиров. Он также является основателем и первым редактором издающейся в Таджикистане поныне на узбекском языке газеты, выходила она поначалу под названием «Кизил Тожикистон».
В 1934—1935 годах коллективом редакции газеты «Коммунист» руководил Каримжон Исхоков. До этого он был ответственным секретарём выходящей в Ташкенте республиканской газеты «Шарқ хақиқати», ответственным секретарём Араван-Буринского райисполкома, инструктором Ошского обкома партии.
Процесс становления «Ўш садоси» пришелся в сложное время. Тогдашние власти страны проводили политику хлопковой монокультуры, превращая республики Средней Азии в сырьевой придаток.
В 1938 году «Коммунист» выходила на двух страницах, форматом А-4, иными словами, в объёме четверти газеты «Правда».
В августе того же года в составе Киргизской ССР образовалась Ошская область. Решениями и указаниями партии, начались работы по организации изданий на русском, киргизском и узбекском языках. В итоге в Ошской области образовались русскоязычная газета «Ленинский путь», «Кыргызстан большевиги» на киргизском языке и «Пахта учун» на узбекском. Так «Коммунист» превратился в «Пахта учун» — печатный орган Ошского областного комитета Компартии Киргизии и Оргбюро Верховного Совета Киргизской ССР. Новое название газеты (в дословном переводе — За хлопок) проистекало, как уже сказано, из политики хлопковой монокультуры.
Первый номер «Пахта учун» вышел 3 октября 1938 года. Под таким названием газета издавалась до августа 1940 года. Позже она стала выходить под названием «Ленин йўли».
В июле 1940 года Центральный Комитет Компартии Киргизии принял постановление «О сети областных газет». На основе данного постановления Ошский областной комитет партии принял решение «Об объединении областных газет». Согласно названному решению газеты «Ленинский путь», «Кыргызстан большевиги» и «Пахта учун» стали выходить одной газетой на трёх языках. Газета являлась органом Ошского областного и городского комитетов Компартии Киргизии и областного Совета депутатов.
В таком формате газета издавалась до 1943 года. 6 мая 1943 года Центральный Комитет Компартии Киргизии принял постановление «Об организации самостоятельных областных газет на киргизском языке в Ошской, Джалал-Абадской и Иссык-Кульской областях». В Ошской области стали выходить газеты «Ленинский путь» и «Ленин жолу». Выпуск газеты на узбекском языке остановился. Она не выходила почти 15 лет. Вышедшая 1 января 1957 года газета «Қирғизистон хақиқати» — печатный орган Центрального Комитета Компартии Киргизии, Верховного Совета Киргизской ССР и Совета Министров республики явился важным источником информации для узбекского населения республики. Первый номер газеты вышел тиражом 20 тысяч экземпляров.
В качестве республиканской газеты «Киргизистон хакикати» издавалась четыре года, после чего была перенесена в город Ош.
Постановлением ЦК Компартии Советского Союза от 31 июня 1959 года была прекращена деятельность ряда периодических изданий. В статье 4 данного постановления указывалось: «Учитывая, что в Ошской области (нынешние Джалал-Абадская и Баткенская области входили в состав данной области) проживает значительное число узбеков, принять предложение Центрального Комитета Компартии Киргизской ССР преобразовать газету „Киргизстон хакикати“ в Ошскую областную газету с сохранением её прежнего формата и периодичности выпуска». При этом в качестве республиканского издания «Киргизистон хакикати» продолжала выходить ещё более года, поскольку в городе Ош необходимо было провести подготовительную работу для выпуска издания.
Первый номер Ошской областной газеты под названием «Ленин йўли» вышел 1 августа 1960 года. В 1965 году заместителем главного редактора газеты стал Одилжон Обидов. Став через год главным редактором, он возглавлял редакцию этой газеты в течение 27 лет. В годы его деятельности, особенно в восьмидесятые годы прошлого века, укрепился кадровый состав издания, пришла молодёжь с высшим специальным образованием. Число сотрудников перевалило за 50, а тираж газеты составлял 50-53 тысячи экземпляров. Это было самое «тиражное» время в истории газеты. Выходила она 5 раз в неделю.
В октябре 1991 года сессия Ошского областного совета приняла постановление об изменении названия областной газеты «Ленин йўли». Отныне она стала называться «ўш садоси».
В 1993 году главным редактором газеты был назначен Абдугани Абдугафуров. В этой должности он проработал до 2003 года.
С 2003 года по май 2005 года газету возглавлял Азизилло Уринбоев. В последующие годы, до апреля 2013 года, главным редактором являлся Мухаммадсоли Исмоилов. До августа того же года обязанности главного редактора временно исполнял Ахмаджон Мухаммаджонов. В августе 2013 года на должность главного редактора областной газеты «Уш садоси» назначен Акромжон Бобоев. 12 апреля 2017 года главным редактором газеты назначена Сохиба Шакирова. 12 апреля 2017 года старейшая в стране газета «Уш садоси» отпраздновала свой 85-летний юбилей.